# Имамкулубейли (посёлок, Агдамский район)
Имамкулубейли́ (азерб. İmamqulubəyli) — поселок в Агдамском районе Азербайджана.

## Этимология
Название дано по близлежащему одноимённому селу.

## История
Основан постановлением Милли Меджлиса Азербайджана от 6 октября 2007 года "О изменениях в административном делении Агдамского района". С этого же дня входит в Алыбейлинский муниципалитет.
Строительство начато в конце 2013 года на территории 70 гектаров.

## География
Неподалёку от поселка протекает река Хачынчай.
Село находится в 60 км от райцентра Агдам, в 26 км от временного райцентра Кузанлы и в 321 км от Баку. Ближайшая ж/д станция — Тазакенд.
Высота села над уровнем моря — 87 м.

## Население
| Численность населения |
| 2016                  |
| --------------------- |
| 0                     |

Посёлок основан для беженцев. Постоянного населения не имеет.

## Климат
В селе холодный семиаридный климат.

## Инфраструктура
На территории будут построены: 50 однокомнатных, 296 двухкомнатных, 242 трёхкомнатных и 44 четырёхкомнатных домов, а также школа на 440 учеников, детский сад на 150 детей, клуб, медицинский участок, почтовое отделение и административное здание. Также строятся два водохранилища общей сложностью в 1000 кубометров воды и трансформаторская подстанция.